# Macropelopia felmanni
Macropelopia felmanni är en tvåvingeart som först beskrevs av Jean-Jacques Kieffer 1912.  Macropelopia felmanni ingår i släktet Macropelopia och familjen fjädermyggor. Inga underarter finns listade i Catalogue of Life.